# 山口かおり
山口 かおり（やまぐち かおり、1968年1月11日 - ）は、元アイドル歌手・元女優。東京都荒川区出身。日本橋女学館高等学校卒業。デビュー当時の身長は155 cm、血液型O型。

## 来歴・人物
東京都荒川区の美容院を営む家庭の一人っ子として育つ。高校1年の夏に原宿で、ビーインググループに属する事務所（すでに解散）にスカウトされる。約1年ボーカルレッスンと並行して各レコード会社に顔見せされるも、プロダクションとは名ばかりで何らの進展もなく、間に人を介して原プランニングに移籍する。
実際のデビューは同社移籍後で、1985年、RCAより「フィフティーンラブ~口唇の秘密~」でアイドル歌手としてデビュー。同曲はグリコチョコレート「フィフティーンラブ」というCM曲で、本人もCMに出演し話題を浴びた。
1986年、セカンドシングル「め・ま・い3秒」を発売。同年夏のTBS系ドラマ『夏・体験物語2』にレギュラー出演する。その後、『スケバン刑事』などにも出演するが、所属事務所の原プランニングが倒産。最後は旧事務所（ビーイング）の系列プロダクションであるオフィスフットワークス（のち倒産）に所属し、イメージビデオ一本をリリースした。

## 音楽
シングル
1. フィフティーンラブ 〜口唇の秘密〜 (1985年11月1日)　グリコチョコレート「フィフティーンラブ」CM曲
作詞：三浦徳子　作曲：財津和夫　編曲：矢野誠
（c/w）   エメラルドの季節
2. め・ま・い3秒 (1986年3月21日)
作詞・作曲：松宮恭子　編曲：矢野誠
（c/w）   上級生

CD
1. アイドル・ミラクルバイブルシリーズ 85〜87 Girls　〜古沢みづき・中沢初絵・山口かおり・秋山絵美（2010-年11月17日）

## メディア
映画
- パンツの穴 花柄畑でインプット （1985年、東映）  ※近藤 かおり名義での出演

ドラマ
- 火曜サスペンス劇場・夫の時効
- 夏・体験物語2（1986年、TBS）レギュラー
- スケバン刑事
- 遠山の金さん2

CM
- グリコチョコレート「フィフティーンラブ」

ビデオ
- サイパンドリーム（1988年 笠倉出版社）※本名の山口 香名義での出演